# Panic Room (film)
Pour l’article homonyme, voir Panic room.
Pour plus de détails, voir Fiche technique et Distribution.
Panic Room ou La Chambre forte au Québec est un thriller américain réalisé par David Fincher et sorti en 2002.
Le film suit Meg Altman (Jodie Foster), récemment séparée d'un époux ayant fait fortune dans l'industrie pharmaceutique, et sa fille Sarah (Kristen Stewart), diabétique insulino-dépendante, qui arrivent à New York et emménagent dans une grande maison équipée d'une chambre de sûreté (panic room), pièce aux allures d'abri antiatomique, destinée à servir de refuge aux occupants en cas d'agressions extérieures. Plutôt claustrophobe et jugeant l'installation inutile, le premier soir, Meg essaye de désamorcer celle-ci et y arrive partiellement. Malheureusement, dès la première nuit, trois malfrats pénètrent dans la maison endormie. Meg surprend les intrus sur les caméras vidéos dont la maison est truffée, et elle et Sarah courent se réfugier dans la panic room. Mais c'est justement dans cette pièce que les malfaiteurs veulent se rendre, car c'est là que se trouve une fortune colossale. Les médicaments de Sarah se trouvent en dehors de la pièce.

## Synopsis
Meg Altman, récemment divorcée, et sa fille de onze ans, Sarah, emménagent dans une grande maison de quatre étages dans l’Upper West Side de New York. L’ancien propriétaire de la maison, un millionnaire reclus, y a installé une panic room pour protéger les occupants des intrus. La pièce se trouve à l'étage et est renforcée par du béton et de l’acier de tous les côtés et une porte en acier épaisse. Il existe également un système de sécurité étendu avec plusieurs caméras de surveillance et un système d'appel général (haut-parleurs).
Lors de la première nuit de Meg et Sarah, trois hommes font irruption dans la maison : Junior, le petit-fils de l’ancien propriétaire ; Burnham, un employé de la société de sécurité de la maison; et Raoul, un voyou que Junior a recruté. Ils ont l’intention de voler des bons au porteur enfermées dans un coffre-fort à l’intérieur de la panic room par les propriétaires précédents, car Junior ne veut pas les partager avec sa famille élargie lorsque la succession de son grand-père sera réglée.
Lorsque Meg se réveille pendant la nuit pour aller aux toilettes, elle voit les hommes sur les caméras de sécurité, et elle et Sarah se précipitent dans la panic room. Pour les forcer à sortir, les hommes envoient du gaz propane dans les bouches d’aération de la pièce. Meg enflamme le gaz pendant qu’elle et Sarah se couvrent de couvertures antifeu. L'explosion provoquée par le gaz laisse Junior gravement brûlé. Meg utilise la ligne téléphonique principale. Elle appelle d'abord la police, puis l'appel n'aboutissant pas, son ex-mari, Stephen. Alors qu’elle tente d’expliquer leur situation, les intrus coupent la ligne, mettant brusquement fin à l’appel.
Lorsque toutes les tentatives de pénétrer dans la pièce échouent, Junior abandonne le vol, tout en laissant échapper qu’il y a plus d’argent dans le coffre-fort qu’il n’en a initialement divulgué. Lorsqu’il tente de partir, Raoul lui tire dessus puis force Burnham à poursuivre le vol. Stephen arrive et est immédiatement pris en otage. Raoul le bat sévèrement, s’assurant que Meg le voit sur la caméra de sécurité. Sarah, diabétique, souffre alors d’une crise alors que ses seringues de glucagon sont dans sa chambre.
Raoul fait croire à Meg qu'elle peut quitter temporairement la panic room : en effet, elle voit Burnham transporter un corps avec une cagoule sur la tête (celle de Junior), elle espère donc avoir le temps d'aller chercher les seringues de sa fille avant qu'ils ne puissent remonter. Malheureusement, le corps que Burnham a descendu était celui de Stephen, Raoul étant resté à l'étage. S'ensuit une bagarre à la suite de laquelle Burrnham et Raoul réussissent à rentrer dans la panic room. Meg parvient à jeter le kit médical juste au moment où Burnham ferme la porte, écrasant par inadvertance la main de Raoul. Elle supplie les hommes de donner ses médicaments à Sarah, ce que Burnham fait.
Peu après, deux policiers arrivent à la maison à la suite de l’appel 911 de Stephen —qui a pris soin d'appeler la police avant de venir sur place— et des plaintes des voisins —qui ont entendus les cris de Meg et de Sarah—. Pour protéger Sarah, Meg convainc les policiers que tout va bien et ils partent. Pendant ce temps, Burnham ouvre le coffre-fort et trouve 22 millions de dollars en bons au porteur à l’intérieur.
Alors que les hommes se préparent à partir en utilisant Sarah comme otage, Meg les conduit dans une embuscade et assène un coup de masse à Raoul qui chute dans la cage d’escalier. Alors que Burnham s’enfuit, Raoul blessé rampe et domine Meg, se préparant à la tuer avec la masse. Burnham, entendant les cris terrifiés de Sarah, se précipite et tire sur Raoul, le tuant. La police, alertée par le comportement étrange antérieur de Meg, revient à la maison en force et appréhende Burnham, qui est forcé de laisser tomber les obligations au porteur, qui se dispersent au vent.
Quelques jours plus tard, Meg et Sarah cherchent dans le journal une nouvelle maison, après s’être remises de leur épreuve.

## Fiche technique
Sauf indication contraire, les informations mentionnées dans cette section peuvent être confirmées par la base de données cinématographiques IMDb,  présente dans la section « Liens externes ».
- Titre original et français : Panic Room
- Titre québécois : La Chambre forte
- Réalisation : David Fincher
- Scénario : David Koepp
- Musique : Howard Shore
- Décors : Arthur Max
- Costumes : Michael Kaplan
- Photographie : Conrad W. Hall et Darius Khondji
- Production : Ceán Chaffin, Judy Hofflund, David Koepp et Gavin Polone
- Sociétés de production : Hofflund/Polone et Indelible Pictures
- Société de distribution : Columbia Pictures
- Budget : 48 millions de dollars[1]
- Pays de production :  États-Unis
- Langue originale : anglais
- Format : Couleurs - 2.35:1 - son Dolby numérique - 35 mm
- Genre : thriller
- Durée : 112 minutes
- Dates de sortie :
  -  États-Unis : 29 mars 2002
  -  France : 24 avril 2002
- Classification[2] :
  -  États-Unis : R - Restricted
  -  France : tous publics

## Distribution
- Jodie Foster (VF : elle-même) : Meg Altman
- Kristen Stewart (VF : Solange Boulanger) : Sarah Altman
- Forest Whitaker (VF : Emmanuel Jacomy) : Burnham
- Jared Leto (VF : Boris Rehlinger) : Junior
- Dwight Yoakam (VF : Pierre Forest) : Raoul
- Patrick Bauchau (VF : lui-même) : Stephen Altman
- Ian Buchanan : Evan Kurlander
- Ann Magnuson (VF : Isabelle Gardien) : Lydia Lynch
- Andrew Kevin Walker : le voisin endormi
- Paul Schulze (VF : Arnaud Arbessier) : l'officier Keeney
- Mel Rodriguez : l'officier Mora
- Nicole Kidman : la petite-amie de Stephen (apparition vocale non créditée)

## Production

### Genèse et développement
Le scénariste David Koepp a l'idée du scénario en voyant un reportage en 2000 sur les panic rooms qui deviennent à la mode dans les quartiers luxueux de banlieue. Il vend ensuite le script à Sony Pictures pour 4 millions de dollars,. Avant que David Fincher rejoigne le film, Ridley Scott est un temps lié au projet. L'acteur Forest Whitaker étudie ensuite la possibilité de le réaliser. David Fincher explique avoir été séduit par l'omniscience du scénario qui lui rappelait  « la subjectivité spécifique » de Fenêtre sur cour (1954). il voit d'ailleurs en Panic Room un mélange entre le film d'Alfred Hitchcock et Les Chiens de paille (1971). Par ailleurs, après son précédent film Fight Club — qui comptait près de 400 scènes et plus de 100 différents lieux de tournage —, Fincher voulait revenir à un film plus simple.
David Fincher retravaille le script avec David Koepp. Ils conviennent de rationaliser le film afin que les personnages soient présentés dès que possible. Le scénario évoluera également, notamment sur la relation entre Meg et Sarah, lorsque Jodie Foster remplace au pied levé Nicole Kidman.
Ce film marque une étape dans l'industrie car il a été complètement « prévisualisé », c’est-à-dire qu'une simulation informatique a été générée en trois dimensions avant même le début du tournage proprement dit du film. Cette technique a permis de réaliser des plans spectaculaires, comme celui où la caméra amène le spectateur d'un étage à un autre en traversant le plancher, ou encore celui où elle passe dans l'anse d'une cafetière pour terminer dans une serrure de porte[réf. nécessaire].

### Attribution des rôles
Nicole Kidman devait, à l'origine, jouer le rôle principal. Le réalisateur David Fincher y voit ainsi un hommage aux héroïnes glaciales incarnées par Grace Kelly dans les films d'Alfred Hitchcock. Cependant, l'actrice a dû annuler sa participation au bout de 18 jours de tournage, en raison d'une blessure au genou qu'elle a subie sur le tournage de Moulin Rouge. Elle est remplacée par Jodie Foster, qui abandonne pour le rôle la présidence du jury du festival de Cannes 2001. En 1997, elle avait failli travailler avec David Fincher sur The Game (1997) et interpréter le rôle qui fut finalement tenu par Sean Penn ; la boucle fut bouclée en 2005 lorsque Jodie Foster joua dans Flight Plan, rôle originellement écrit pour l'acteur.
Hayden Panettiere devait jouer le rôle de la petite fille mais a été remplacée par Kristen Stewart juste avant le début du tournage[réf. nécessaire].
Denzel Washington avait été envisagé pour incarner Burnham, alors que Mel Gibson l'a été pour le rôle de Stephen.

### Tournage
Le tournage a eu lieu à New York notamment à Manhattan, ainsi qu'en Californie (Manhattan Beach Studios, Los Angeles). Il dure 120 jours.
Le tournage est marqué par la grossesse de Jodie Foster. David Fincher devra attendre son accouchement pour pouvoir retourner certaines scènes. De plus, le directeur de la photographie Darius Khondji avait quitté le tournage après quelques semaines, remplacé par Conrad W. Hall.

## Sortie et accueil

### Promotion
Columbia Pictures accentue la promotion de Panic Room en soulignant qu'il s'agit de la même équipe que Seven et Fight Club. Le réalisateur David Fincher n'apprécie pas cette approche et pense que Panic Room n'a rien à avoir avec ses deux précédents films, qu'il juge plus proche de Le Collectionneur (1997) et Bone Collector (1999). Il est également en désaccord avec certains outils marketing présentant Panic Room comme « le film le plus terrifiant jamais réalisé » ou encore sur l'affiche du film.

### Classification
David Fincher refuse de refaire le montage pour obtenir PG-13 (accord parental recommandé, film déconseillé aux moins de 13 ans) auprès de la Motion Picture Association of America. La MPAA classe alors le film R (enfants de moins de 17 ans doivent être accompagnés d'un adulte) en raison de la violence et du langage.

### Critique
Le film reçoit des critiques plutôt positives. Sur l'agrégateur américain Rotten Tomatoes, il récolte 76% d'opinions favorables pour 187 critiques et une note moyenne de 6,9⁄10. Le consensus suivant résume les critiques compilées par le site : « Élevé par le talent de réalisateur de David Fincher et la performance de Jodie Foster, Panic Room est un thriller bien conçu et supérieur à la moyenne ». Sur Metacritic, il obtient une note moyenne de 65⁄100 pour 36 critiques.
En France, le film obtient une note moyenne de 3,6⁄5 sur le site AlloCiné, qui recense 27 titres de presse.

### Box-office
Le film récolte plus de 196 millions de dollars dans le monde, dont 96 millions rien que le sol américain. Il sort aux États-Unis et au Canada le 29 mars 2002. Il débute dans 3 053 salles et récolte 30 millions de dollars pour son premier week-end et débute ainsi à la première place du box-office. Il réalise un très bon démarrage qui surpasse notamment celui de Matrix (1999). En France, il dépasse le million d'entrées et est le 30e meilleur film au box-office annuel français.
| Pays ou région    | Box-office        | Date d'arrêt du box-office | Nombre de semaines |
| ----------------- | ----------------- | -------------------------- | ------------------ |
| États-Unis Canada | 96 397 334 $      | 9 juin 2002                | 10                 |
| France            | 1 324 402 entrées |                            | -                  |
| Total mondial     | 196 397 415 $     | -                          | -                  |

## Distinctions principales
(en) Récompenses pour Panic Room sur l’Internet Movie Database

### Récompense
- ASCAP Film and Television Music Awards 2003 : Top Box Office Films pour Howard Shore

### Nominations
- Golden Trailer Awards 2002 : meilleure bande-annonce horreur-thriller
- Saturn Awards 2003 : meilleure actrice pour Jodie Foster
- Art Directors Guild Awards 2003 : meilleure direction artistique
- Black Reel Awards 2003 : meilleur acteur dans un second rôle pour Forest Whitaker
- Young Artist Awards 2003 : meilleure performance d'une jeune actrice dans un film pour Kristen Stewart